# Sperber (Art)
Der Sperber (Accipiter nisus) ist ein Greifvogel und gehört zur Familie der Habichtartigen (Accipitridae). Die Weibchen sind fast doppelt so groß und schwer wie die Männchen. In der Jägersprache werden die  Männchen Sprinz genannt (während bei allen anderen Greifvögeln für das Männchen die Bezeichnung Terzel verwendet wird).
Sperber sind eng an den Wald gebunden, brüten heute in vielen Teilen Europas aber auch in städtischen Grünanlagen. Sie ernähren sich überwiegend von kleinen und mittelgroßen Vögeln bis zur Größe einer Taube. Nach einem starken, durch das Insektizid DDT verursachten Rückgang in Europa nach 1950 hat sich der Bestand ab etwa 1975 wieder erholt und nimmt vielerorts noch immer zu.

## Name
Der Name des Sperbers ist ein Kompositum aus zwei althochdeutschen Substantiven: sparo („Sperling“) und aro („Aar, Adler“). Althochdeutsch spar(a)wāri und davon mittelhochdeutsch sparwaere, sperwaere und sperbaere bezeichnet also gewissermaßen einen „Sperlingsadler“, also einen „Sperlinge fressenden Adler“.

## Beschreibung

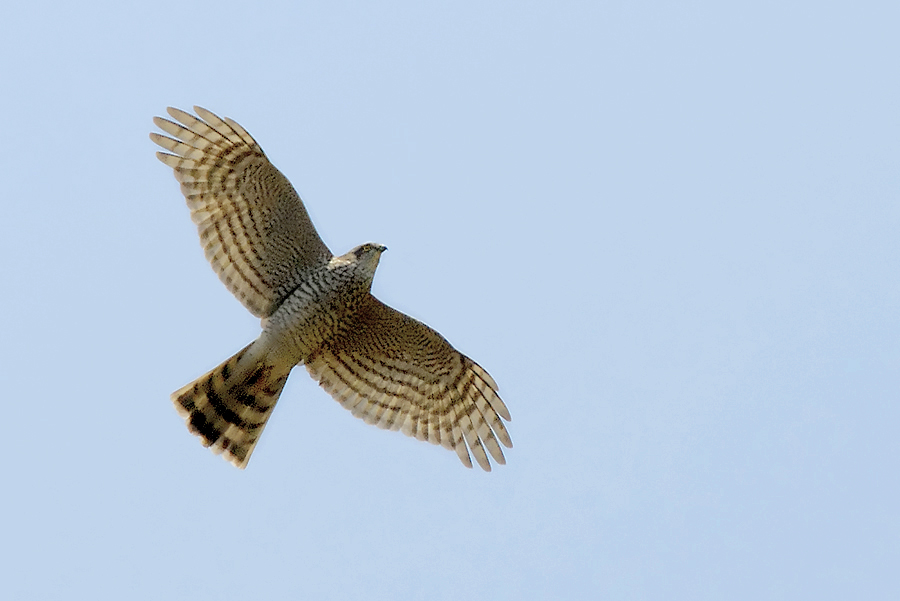
Sperber im Flug

Sperber sind typische Vertreter der überwiegend Wald bewohnenden Gattung Accipiter (Habichte und Sperber). Weibchen sind mit 35–41 cm Körperlänge und einer Flügelspannweite von 67 bis 80 cm knapp größer als ein Turmfalke und reichen in der Größe an kleine Habicht-Männchen heran. Sperber-Männchen sind mit 29–34 cm Körperlänge und einer Flügelspannweite von 58 bis 65 cm deutlich kleiner.
Die Flügel sind relativ kurz, breit und an ihren Spitzen gerundet, der Stoß ist verhältnismäßig lang. Diese Merkmale ermöglichen keine extremen Fluggeschwindigkeiten, jedoch eine hohe Wendigkeit auf engem Raum. Beine und Zehen zeigen deutliche Anpassungen an die Jagd auf kleine und schnelle Singvögel. Die Beine sind vergleichsweise lang und sehr dünn. Die Mittelzehe ist stark verlängert, alle Zehen haben ausgeprägte Haltebeeren, die beim Greifen ein lückenloses Schließen ermöglichen und so auch noch einzelne Federn festhalten können. Die Krallen sind lang und sehr spitz.

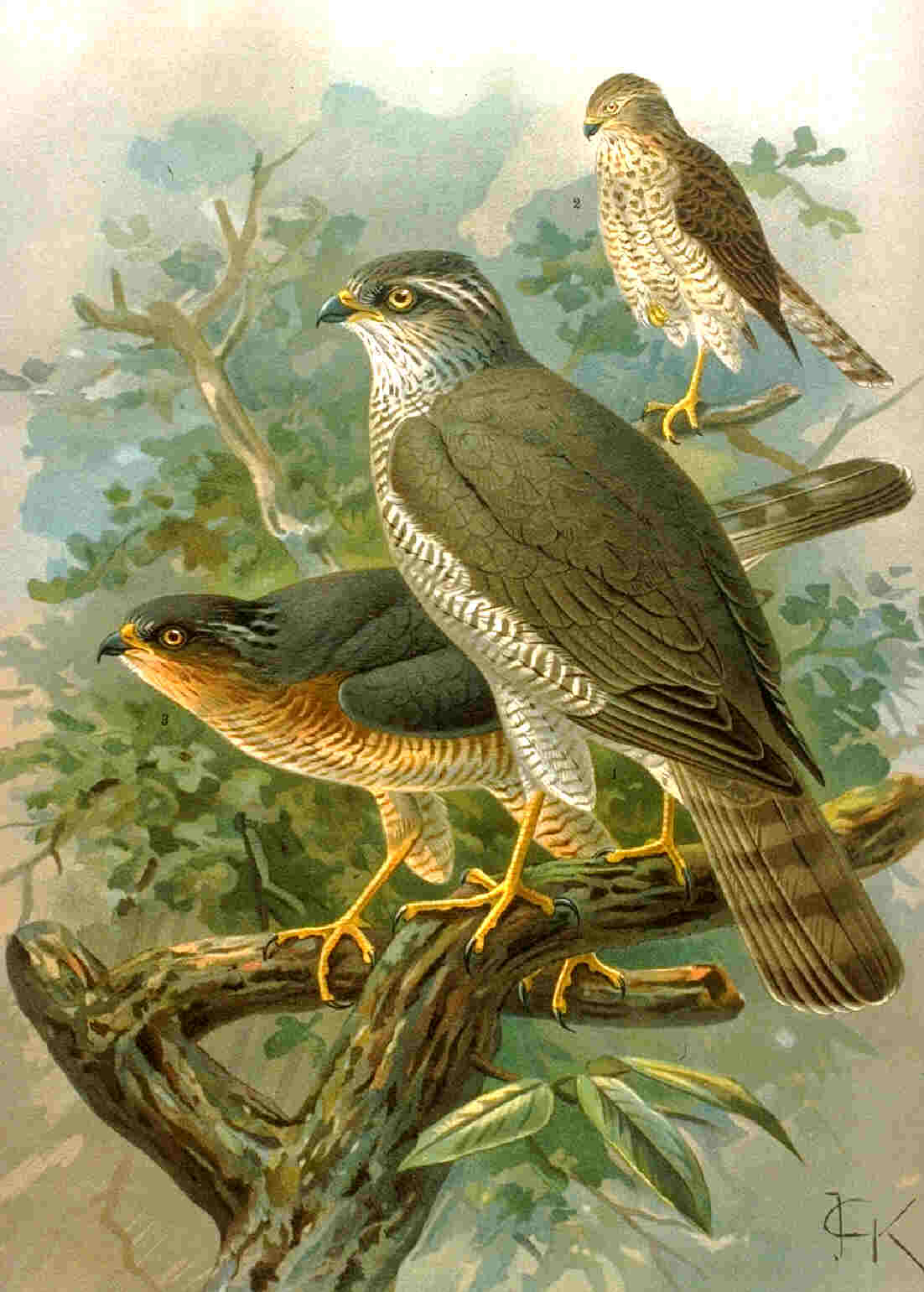
Vordergrund: adultes Weibchen
Dahinter: adultes Männchen
Hinten rechts: Vogel im Jugendkleid

Sperber zeigen einen sehr deutlichen Geschlechtsdimorphismus hinsichtlich der Färbung. Ausgefärbte (adulte) Sperbermännchen sind auf der Oberseite graublau. Die Unterseite ist weiß und fein quer gebändert („gesperbert“). Diese Bänderung ist am Rumpf zu einem individuell in Breite und Ausdehnung sehr stark variierenden Anteil orangerot. Manche Männchen sind auf der Rumpfunterseite fast einfarbig orange, bei anderen Vögeln ist die Querbänderung nur an den Flanken deutlich orange und am übrigen Rumpf braun. Der Hals zeigt eine feine senkrechte Strichelung, die ähnlich wie die Rumpfzeichnung variiert; im Extremfall ist der Hals ebenfalls einfarbig rotorange. Weibchen sind weniger farbenprächtig als die Männchen. Sie sind auf der Oberseite schiefergraubraun, die Unterseitenbänderung kann an den Flanken ebenfalls zu hohen Anteilen orange sein; diese Orangezeichnung ist jedoch nur in Ausnahmefällen so ausgedehnt wie bei Männchen. Männchen haben eine orange-rote Iris, die bei alten Exemplaren tiefrot werden kann, Weibchen haben dagegen eine gelbe Iris. 
Jungvögel sind bis zur ersten Mauser oberseits bräunlich, alle Deckfedern sind hell braunbeige gerandet. Die Unterseite ist weiß mit einer Querbänderung, die breiter und oft tropfen- oder herzförmig ausgeprägt ist.

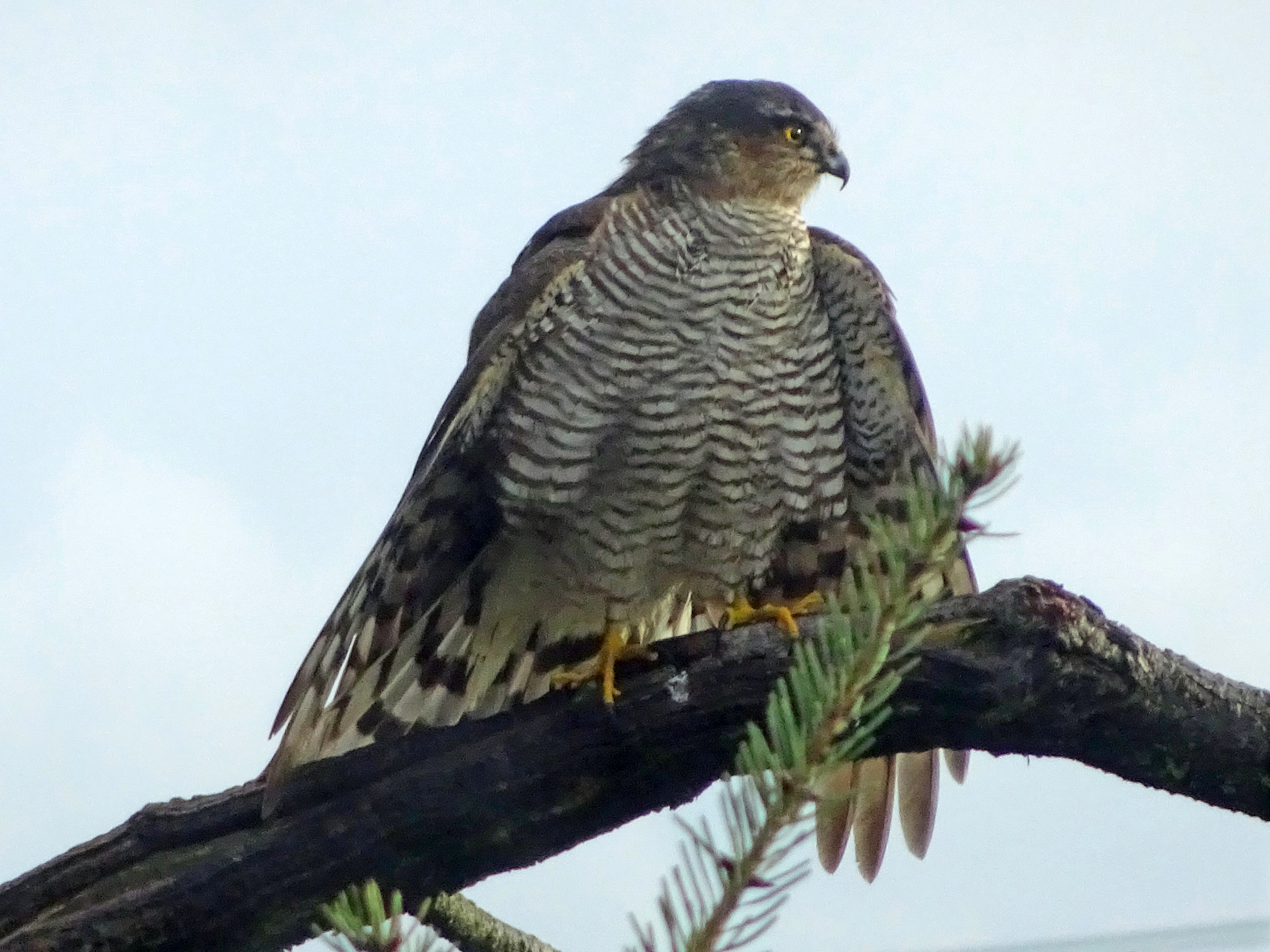
Bauch-Ansicht mit (nach einem Regenschauer zum Trocknen) aufgefächertem Gefieder

Das Großgefieder weist in allen Kleidern eine deutliche Bänderung auf weißem bis beigebraunem, bei Jungvögeln auf gelblichem Grund auf. Die Beine sind gelb, ebenso die Wachshaut des Schnabels. Die Iris ist bei Jungvögeln hellgelb, bei adulten Weibchen dunkelgelb und bei Männchen meist orange. Der Schnabel ist schwarz, an der Basis blaugrau.
Der Geschlechtsdimorphismus hinsichtlich der Körpergröße und des Körpergewichts ist bei dieser Art extrem. Der Unterschied ist so groß, dass es bezüglich der Körpermaße zwischen den Geschlechtern keinen Überschneidungsbereich gibt. Zum Beispiel haben adulte Männchen der Nominatform A. nisus nisus aus Deutschland eine Flügellänge von 192 bis 209 mm, im Mittel 199 mm, Weibchen messen 223–247 mm, im Mittel 234 mm. Adulte Männchen wiegen 105–165 g, im Mittel 137 g, Weibchen 192–290 g, im Mittel 234 g. Männchen erreichen also nur etwa 60 % des Körpergewichts der Weibchen. Sperber gehören zu den kleinsten Vertretern der Gattung Accipiter, männliche Sperber gehören zu den kleinsten in Mitteleuropa brütenden Greifvögeln.
Verwechslungsmöglichkeiten bestehen in Mitteleuropa in erster Linie mit dem Habicht. Bei sitzenden Vögeln ist die Unterscheidung meistens einfach, Habichte sind viel größer und kräftiger, dies fällt insbesondere bei Betrachtung der Beine und des Kopfes auf. Habichte zeigen nie Orange auf Brust und Bauch und haben einen deutlichen, weißlichen Überaugenstreif, der bei Sperbern nur angedeutet ist. Die Augen des Sperbers sind proportional wesentlich größer und damit auffälliger als beim Habicht.
Schwieriger ist die Unterscheidung fliegender Vögel. Die Körperproportionen von Sperber und Habicht sind sehr ähnlich, auf größere Entfernung ist daher insbesondere eine Unterscheidung gleitender oder segelnder Vögel oft nicht möglich. Bei einigermaßen guten Sichtbedingungen sind jedoch auch im Flug der wesentlich massivere Körper und die proportional längeren Flügel des Habichts erkennbar. Bei aktiv fliegenden Individuen lässt auch die Flügelschlagfrequenz oft eine Artbestimmung zu: diese ist bei Sperbern etwa doppelt so hoch wie beim Habicht.

## Lautäußerungen

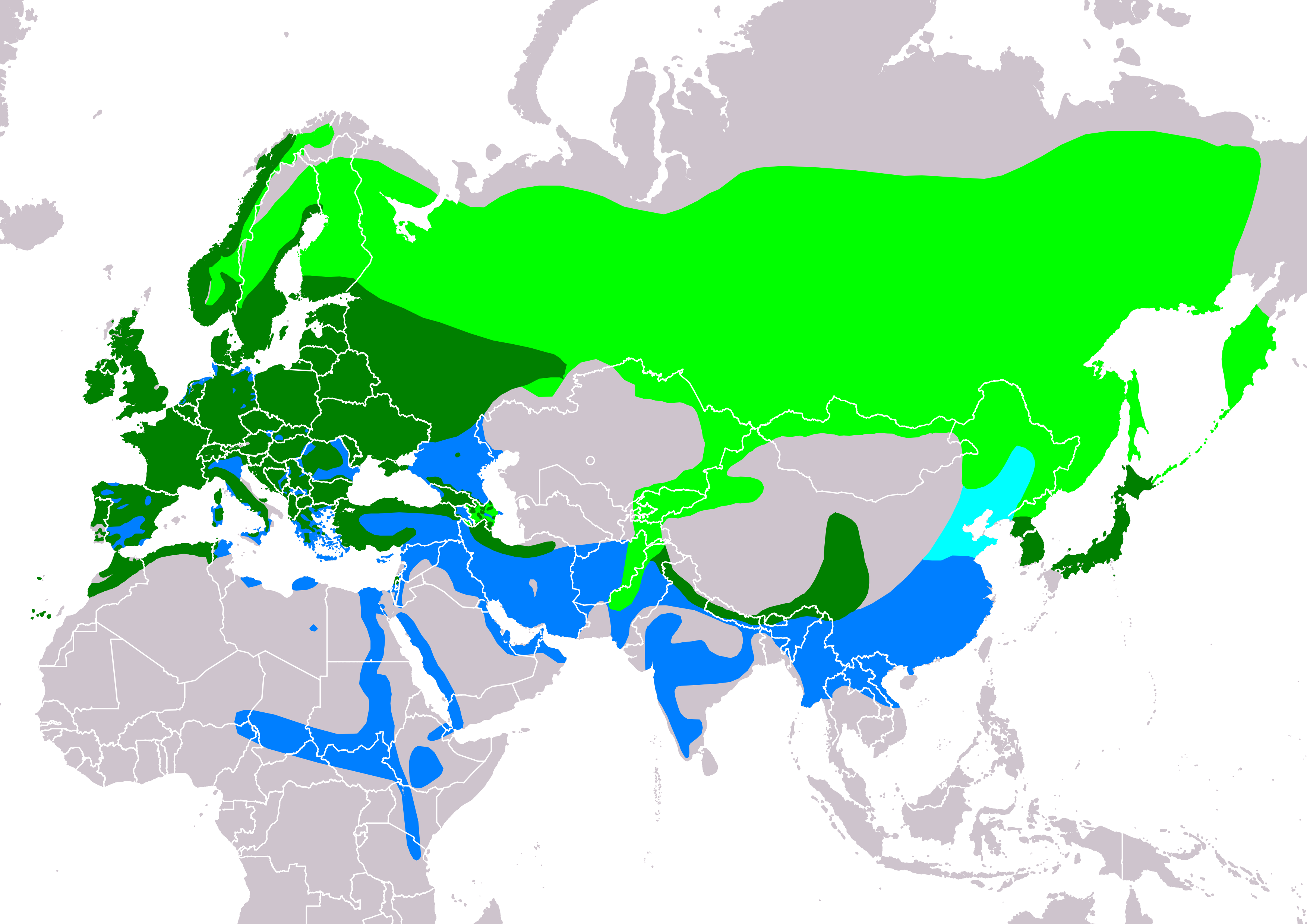
Verbreitung des Sperbers:
Brutgebiete
Ganzjähriges Vorkommen
Migration
Überwinterungsgebiete

Sperber rufen, verglichen mit anderen Vertretern der Gattung, nur selten und nur im Brutrevier. Bei Störungen ertönt ein kurzes, schnell gereihtes „ki-ki-ki-ki“. Kontaktrufe zwischen den Brutvögeln zum Beispiel bei der Beuteübergabe klingen wie „kik…kik…kik“. Beide Rufe sind nicht sehr auffallend und nur über eine Entfernung von etwa 50 m hörbar. Vergleichsweise am auffälligsten sind die Bettelrufe der ausgeflogenen Jungvögel, sie klingen ähnlich wie die junger Habichte wie „kiäh-kiäh“, sind jedoch höher und viel weniger kräftig und weittragend.

## Verbreitung und Lebensraum
Die Verbreitung des Sperbers umfasst weite Teile der Paläarktis von den Kanarischen Inseln und Irland nach Osten bis Kamtschatka und Japan. Er besiedelt hier überwiegend die borealen und boreomontanen Nadelwälder. Das Vorkommen der Art wird im größten Teil ihres Areals nach Norden wie nach Süden durch die Verbreitung dieser Nadelwälder begrenzt. Nur in Mittel- und Westeuropa sowie im westlichen Mittelmeergebiet, wo andere, Laubwälder bewohnende kleine Vertreter der Gattung Accipiter fehlen, besiedelt er auch Laubwälder der gemäßigten Zone sowie die mediterranen Hartlaubwälder.
In den letzten Jahrzehnten zeigt auch diese Greifvogelart eine starke Tendenz zur Verstädterung und bewohnt nun auch Parks, Friedhöfe und ähnliche Grünanlagen in vielen Städten Europas.

## Unterarten
Zurzeit werden sieben Unterarten anerkannt; davon haben vier nur sehr kleine Areale:
- A. n. nisus (Linnaeus, 1758): Nominatform; fast ganz Europa von Irland bis zum Ural, weiter nach Osten bis Mittel- und Ostsibirien.
- A. n. nisosimilis (Tickell, 1833): fließender Übergang zwischen dieser Unterart und der Nominatform; Mittel- und Ostsibirien; heller und größer als Nominatform.
- A. n. melaschistos Hume, 1869: Gebirge im südlichen Zentralasien nach Westen bis zum Kaschmir; dunkler, auf der Unterseite intensiver gezeichnet und deutlich größer als Nominatform.
- A. n. granti Sharpe, 1890: Madeira und Kanarische Inseln; dunkler und erheblich kleiner als Nominatform.
- A. n. punicus Erlanger, 1897: Nordafrika, Maghreb nach Süden bis zum Hohen Atlas und Saharaatlas; etwas heller und größer als Nominatform.
- A. n. wolterstorffi Kleinschmidt, 1901: Korsika und Sardinien; noch dunkler und auf der Unterseite dichter gebändert als A. n. granti und ebenso klein.
- A. n. dementjevi Stepanyan, 1958: Alaigebirge  bis Tian Shan Gebirge.

## Wanderungen
Je nach geographischer Lage sind Sperber Standvögel bis Langstreckenzieher. In Europa nimmt die Zugneigung von Südwesten nach Nordosten zu. Die Sperber Großbritanniens sind Standvögel. Aus Mitteleuropa zieht ein Teil, vor allem der diesjährigen Sperber, im Spätsommer und Herbst nach Südwesten. Vollständig geräumt wird im Winter das mittlere und nördliche Skandinavien sowie fast ganz Russland. Die Winterquartiere der mitteleuropäischen Zieher liegen in West- und Südwesteuropa, maximal reichen sie bis Nordafrika. Die Sperber aus dem Osten und Norden Europas überwintern vor allem in Mitteleuropa, ziehen zum Teil aber auch bis Süd-Frankreich und Italien. Der Wegzug erfolgt in Mitteleuropa vor allem von September bis November, der Wegzuggipfel liegt im Oktober. Der Heimzug beginnt Ende Februar und dauert bis Anfang Mai; die meisten mitteleuropäischen Sperber kehren im Laufe des März in ihre Brutgebiete zurück. Die Sperber Osteuropas und Asiens überwintern je nach Breitengrad in Nordostafrika, im Nahen und Mittleren Osten sowie im Süden Asiens.

## Jagdweise und Ernährung
Sperber jagen ihre Beutetiere – überwiegend kleine Vögel –  in deckungsreichen Landschaften, meist aus dem bodennahen Flug oder vom Ansitz aus in einem kurzen, schnellen Verfolgungsflug im bodennahen Luftraum, aber auch in allen Schichten der Vegetation bis in die Baumkronen. Dabei werden natürliche Strukturen wie Hecken, Bäume, im Siedlungsraum auch Häuser sehr geschickt für einen gedeckten Anflug genutzt. Sperber sind bei der Jagd außerordentlich wendig; sie können die Flugrichtung fast im 90°-Winkel wechseln und sich in der Luft beinahe auf der Stelle um 180° drehen. Für das menschliche Auge sind diese Manöver oft nicht mehr auflösbar und erinnern zum Teil an Querschläger. Vögel werden häufig bis in Sträucher und Hecken hinein oder in geschlossene Räume verfolgt. An klassisch gebauten Futterhäuschen für Singvögel wurden schon häufig Sperber beobachtet, die bei der Jagd durch das Futterhaus flogen. Seltener werden aus dem hohen Kreisen heraus im Sturzflug Vögel im freien Luftraum oder in Bodennähe angejagt.
Die Beute wird mit den Füßen (Fängen) gegriffen und getötet, die Krallen werden dabei so lange in die Beute gebohrt, bis diese aufhört sich zu bewegen. Im Zusammenwirken mit den relativ langen Beinen ermöglicht diese Tötungsmethode dem Sperber die Nutzung von vergleichsweise sehr großen und wehrhaften Beutetieren.
Sperber ernähren sich in ihrem gesamten Verbreitungsgebiet fast ausschließlich von kleinen Vögeln. Gelegentlich werden auch kleine Säugetiere wie Mäuse oder Fledermäuse, kleine Reptilien und Wirbellose erbeutet. Männchen schlagen in Mitteleuropa überwiegend Vögel von Meisen-, Finken- und Sperlingsgröße, maximal etwa bis zur Größe einer Amsel; Weibchen können auch noch Vögel von der Größe eines Eichelhähers oder, in seltenen Fällen, einer Ringeltaube überwältigen.

## Fortpflanzung

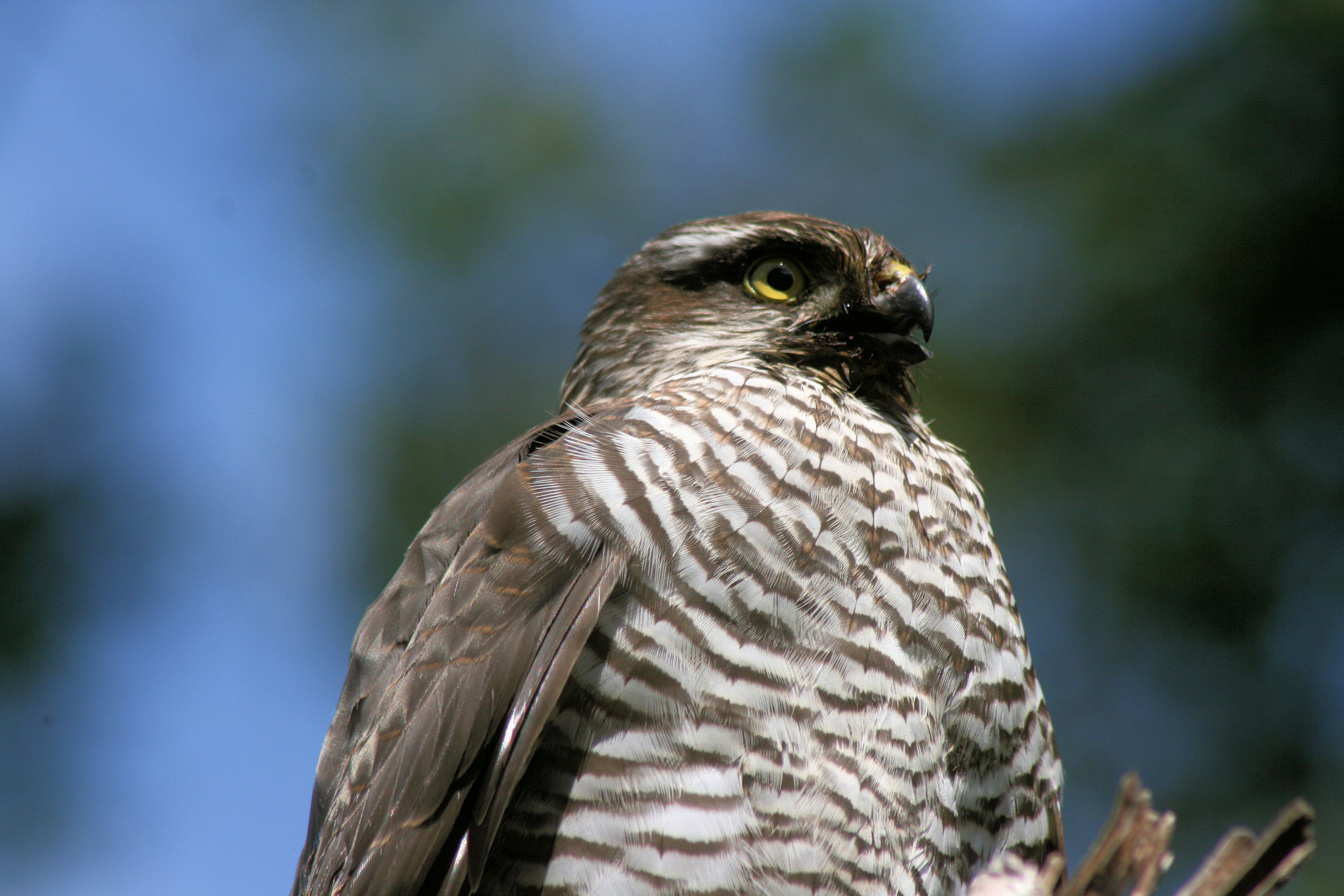
Ein Sperber im Jugendkleid

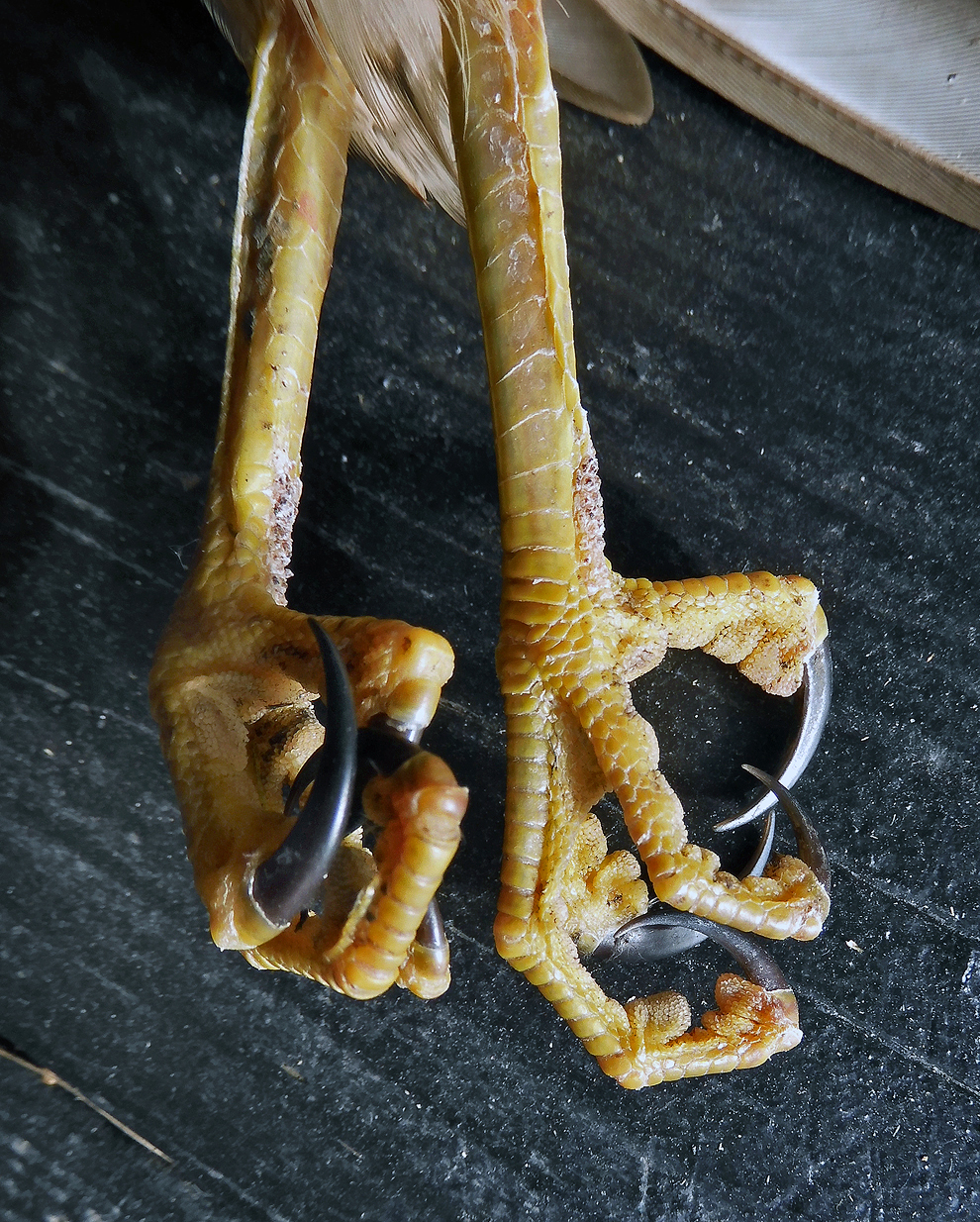
Kralle des Sperbers

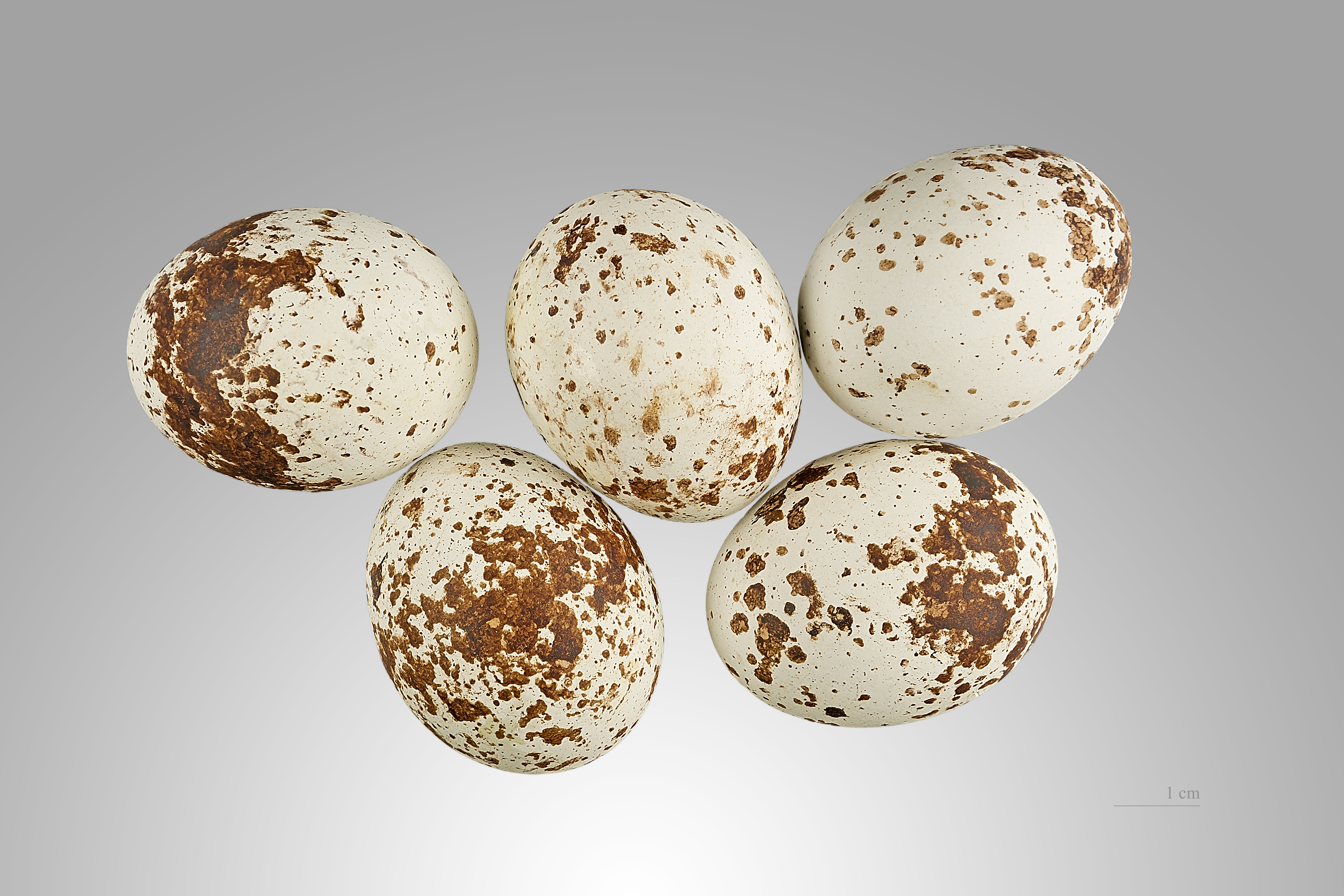
Eier des Sperbers (Sammlung Naturkundemuseum Toulouse)

Sperber sind im zweiten Kalenderjahr, also im Alter von etwa 12 Monaten, geschlechtsreif. Während der Fortpflanzungszeit führen sie eine monogame Saisonehe, Bigamie ist in seltenen Fällen nachgewiesen worden.
Revierabgrenzung und Balz sind sehr unauffällig. Das Revierverhalten gegenüber eindringenden Fremdvögeln besteht vor allem aus einem „Ausdrucksflug“: der Vogel fliegt dabei mit langsamen und kräftigen Flügelschlägen niedrig über dem Brutbestand. Bei stärkerer Erregung wird dieser Ausdrucksflug gelegentlich durch einen wellenförmigen Flug ergänzt. Bei der Balz kreisen beide Partner über dem Brutrevier, um dann nacheinander im Sturzflug im Brutbestand zu landen. Wichtigstes Element der Paarbildung und -bindung sind regelmäßige Beuteübergaben des Männchens an das Weibchen; dabei wird von beiden Partnern leise gerufen. Die Übergabe erfolgt an einem Übergabeplatz oder in der Luft. Männchen vermeiden möglichst den direkten Kontakt mit dem viel größeren Weibchen, meist verlässt das Männchen die Übergabestelle unmittelbar, bevor das Weibchen dort auf der Beute landet.
Als Brutplatz bevorzugt der Sperber dichte, wenig durchforstete, 30- bis 40-jährige Nadelholzbestände. In Mitteleuropa zeigt er dabei eine deutliche Präferenz für Fichten und Lärchen gegenüber Kiefern. Wo Nadelbäume fehlen, brütet die Art jedoch auch in dichten Laubholzbeständen. Der Sperber baut in diesen Beständen für gewöhnlich jedes Jahr einen neuen Horst auf Seitenästen, meist in Stammnähe im unteren Bereich der Baumkrone. Länger besetzte Reviere fallen daher durch eine größere Zahl älterer Nester auf. Es gibt jedoch auch Fälle, in denen vorjährige Horste wieder verwendet oder Nester von Tauben ausgebaut und dann benutzt werden. In dichten Baumbeständen liegt der Horst fast immer in der Nähe einer kleinen Schneise, eines Weges oder eines Baches.

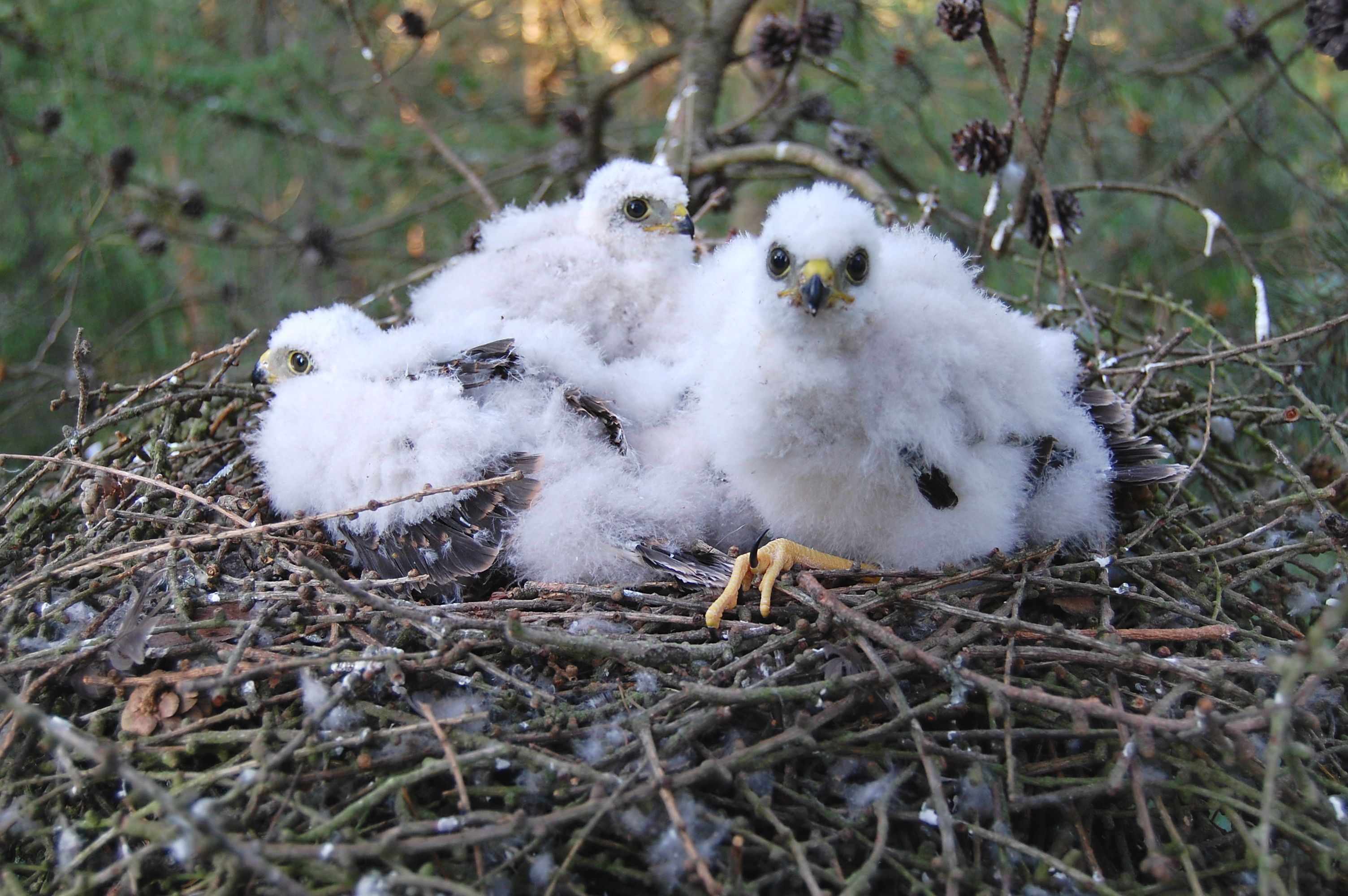
Sperbernestlinge im Nest. Das Nest ist vollständig aus Lärchenzweigen gebaut, man beachte die fehlende Begrünung.

Der Nestbau beginnt in Mitteleuropa frühestens Mitte März, meist jedoch erst Anfang April. Das Nest wird aus trockenen, unbelaubten Zweigen gebaut und nicht begrünt. Es ist relativ flach, der Durchmesser beträgt im Mittel etwa 60 cm, die Höhe im Mittel etwa 20 cm. Die Nestmulde wird mit Rindenstücken ausgelegt. Der Legebeginn erfolgt in Mitteleuropa frühestens Mitte April, überwiegend Anfang Mai. Der besetzte Horst ist meist stark mit Dunen behaftet.
Das Gelege besteht meist aus 4–6 Eiern (Extreme 1–7 Eier). Die Eier sind recht rundlich, messen im Mittel etwa 39 × 32 mm und wiegen im Mittel etwa 23 g. Sie sind auf weißem Grund stark variierend mehr oder weniger ausgedehnt bräunlich gefleckt.
Die Brutdauer beträgt 33–35 Tage. Während der Brut- und der ersten Nestlingszeit versorgt das Männchen allein das Weibchen und später auch die Nestlinge mit Nahrung. Das Weibchen brütet fast ausschließlich allein und mausert in dieser Zeit die Schwung- und Steuerfedern. Die Fütterung der Jungvögel erfolgt fast ausschließlich durch das Weibchen. In der Regel befindet sich der Rupf- und Übergabeplatz des Revierpaares innerhalb eines Radius von 50 Metern um das Nest. Dieser Platz ist durch die große Zahl der dort gerupften Beutevögel meist sehr viel auffälliger als das Nest selbst. Die Jungen bleiben etwa 30 Tage im Nest, können bei Störungen jedoch schon mit etwa 25 Tagen abfliegen. Die Jungen halten sich noch 2–3 Wochen in der Nestumgebung auf und werden von den Eltern gefüttert.
Jung- und brütende Altvögel werden häufig vom Habicht erbeutet, seltener treten Brutverluste durch den Baummarder oder den Waldkauz auf.

## Bestandsentwicklung und Gefährdung
Sperber wurden spätestens ab Mitte des 19. Jahrhunderts intensiv als „Niederwildschädlinge“ und zum Schutz der „lieben“ Singvögel verfolgt. Bis Anfang des 20. Jahrhunderts zahlten selbst große Vogelschutzverbände wie der damalige Deutsche Bund für Vogelschutz Abschussprämien. Der Bestand war durch direkte Verfolgung jedoch nie ernsthaft bedroht, durch die hohe Reproduktion wurden Verluste schnell ausgeglichen.
Etwa ab 1955 brachen die Bestände in West- und Mitteleuropa jedoch großflächig durch Vergiftung mit dem Pestizid Dichlordiphenyltrichlorethan (DDT) zusammen. DDT reichert sich in der Nahrungskette stark an (z. B. Insekten – Singvogel – Sperber) und führte beim Sperber, wie auch bei anderen Greifvogelarten, zu einer massiven Beeinträchtigung der Reproduktion. Daneben spielten auch direkte Vergiftungen eine Rolle, vor allem mit dem ebenfalls als Pestizid eingesetzten Dieldrin. Die stärksten Bestandsrückgänge traten im intensiv landwirtschaftlich genutzten Flachland auf, hier verschwand der Sperber nach 1955 großflächig als Brutvogel.
Mit dem schrittweisen Ausbringungsverbot für DDT in Westeuropa ab 1972 erholten sich die Bestände dort wieder. In der DDR wurde DDT noch bis Mitte der 1980er Jahre großflächig eingesetzt, hier nahm der Sperberbestand auch nach dem Jahr 2000 noch deutlich zu. Ende der 1990er Jahre gab es auch in Ostdeutschland keine Hinweise mehr auf eine Beeinträchtigung der Reproduktion durch DDT; die DDT- bzw. DDE-Kontamination von Sperbereiern aus Brandenburg war Ende der 1990er Jahre jedoch noch immer fast dreimal so hoch wie jene von Sperbereiern aus Nordrhein-Westfalen. Insgesamt ist die Art heute in Mitteleuropa nicht mehr gefährdet.